# 王景荣 (1955年)
王景荣（1955年1月6日—），男，出生于新加坡，新加坡政治人物。

## 生平
毕业于新加坡大学，后进入华盛顿喬治城大學，攻读阿拉伯语专业硕士。之后供职于新加坡驻利雅得大使馆。1994年，出任新加坡外交部长新闻秘书和外交部发言人。1996年，担任新加坡驻印度高级专员和驻尼泊尔大使。1998年，他任新加坡总理新闻秘书和次长。2003年至2007年，王景荣出任东盟秘书长。
2008年至2011年，他曾担任新加坡国立大学政策研究所所长。2011年7月至2014年11月，他被任命为新加坡驻马来西亚高级专员。2013年，处理澄清有关新加坡卷入针对马来西亚间谍活动的报道。2015年1月，担任新加坡驻伊朗非常驻大使。2015年4月，他担任新加坡国际基金会主席。2015年8月，被任命为新加坡驻巴基斯坦的非常驻高级专员。他现今担任南洋理工大学拉惹勒南国际研究学院 (RSIS) 的常务副主席。